# Ionex
Ionex je měnič iontů (také se používá nesprávný[zdroj?] termín iontoměnič). Jedná se o vysokomolekulární látku s dostatečnou pórovitostí, jejíž základní skelet na povrchu nese náboj. V praxi používané měniče iontů (ionexy) jsou většinou syntetické vysokomolekulární organické látky, nejčastěji na bázi styrenu, polyakrylátu, fenolformaldehydových pryskyřic a podobně. Jako síťovací činidlo je použit obvykle divinylbenzen v různých koncentracích, jejichž výše ovlivňuje do značné míry selektivní a bobtnací vlastnosti ionexu. Na polymerním skeletu je ukotvena funkční skupina, která je ve vodném prostředí schopná disociace. Tato skupina nese náboj, který je kompenzován protiiontem. Podle druhu protiontu rozlišujeme různé pracovní cykly (nebo také formy ionexu).

## Anex
Anex je měnič aniontů. Funkční skupina anexu má kladný náboj, protiiont záporný náboj. Nejčastějšími protionty jsou OH− (jedná se o anex v OH cyklu), nebo Cl− (anex v Cl cyklu). Cílem anexu je odstranění aniontů z vodného roztoku.
m R-OH + Xm- = RmX + m OH−
Pro názornost předpokládejme, že je v roztoku přítomen HCl.
-(N(CH3)3)OH + HCl = −(N(CH3)3)Cl + H2O

### Dělení anexů
Podle schopnosti disociace/protonizace dělíme anexy na
- silně bazické - jsou schopny disociace při jakémkoli pH. Funkční skupina je tvořena kvartérní amoniovou solí. Rozlišují se dva typy silně bazických anexů - typ I, který má na atomu dusíku navázané tři methylové skupiny; a typ II, který má na dusíku odlišné skupiny (dvě methylové skupiny a jednu hydroxyethylovou). Dalším typem je pak selektivní ionex pro odstraňování dusičnanů z pitné vody, který má na dusíku navázané tři ethylové skupiny. Zatímco Typy I a II upřednostňují vazbu se síranovým aniontem před dusičnanovým, tento ionex upřednostňuje vazbu s dusičnanovým aniontem.
- slabě bazické - protonizují pouze v neutrálním a kyselém pH, obvyklou funkční skupinou bývají aminoskupiny.

## Katex
Katex je měnič kationtů. Funkční skupina katexu má záporný náboj, protiiont kladný náboj. Nejčastějšími protionty jsou H+ (jedná se o katex v H cyklu), nebo Na+ (katex v Na cyklu).
Cílem katexu je odstranění kationtů z vodného roztoku. Obecně lze výměnu zapsat:
n R-H + Men+ = RnMe + n H+
Pro názornost předpokládejme, že je v roztoku přítomen NaCl. Poté dochází k reakci:
-SO3H + NaCl = −SO3Na + HCl
Roztok obsahující NaCl obsahuje po průchodu katexem kyselinu chlorovodíkovou.

### Dělení katexů
Katexy se dají rozdělit na
- silně kyselé - disociují při všech hodnotách pH. Funkční skupinou bývá -SO3H, která disociuje na -SO3−
- slabě kyselé - disociují pouze v neutrálním a zásaditém pH. Funkční skupinou bývá karboxylová skupina -COOH, která disociuje na -COO−

## Amfolytické ionexy
Amfolytické ionexy mají schopnost vyměňovat kationty i anionty. Jejich uplatnění v praxi je omezené.

## Selekční vlastnosti ionexů
Schopnost ionexů vázat na sebe určitý druh iontů a síla této vazby závisí na mnoha parametrech:
- velikost pórů ionexu
- charakter protiontů
- náboj iontu (s rostoucím nábojem roste afinita)
- poloměr iontu v jeho hydratovaném stavu (při stejném náboji iontu s klesajícím poloměrem roste afinita)
- polarizovatelnost iontu (s polarizovatelností roste afinita)
- schopnost tvořit asociáty nebo komplexy s ionty fixovanými na ionexu (afinita roste)
- schopnost tvořit asociáty nebo komplexy s ionty v roztoku (afinita klesá)

Pro každý typ ionexu se sestavují selektivitní řady - což je řada kationtů nebo aniontů uspořádaných podle vzrůstající, nebo klesající afinitě k ionexu.

## Další dělení ionexů
Podle složení se ionexy dělí na organické a anorganické. Obě skupiny se dál dělí na umělé a přírodní ionexy. Mezi přírodní organické ionexy patří například huminové látky, sacharidy, fulvokyseliny, atd. Mezi přírodní anorganické ionexy řadíme hlinitokřemičitany (hlavně zeolity). V jejich struktuře jsou některé atomy křemíku (s nábojem +4) nahrazeny trojmocným kovem (obvykle železem nebo hliníkem), případně některý atom trojmocného hliníku nahrazuje atom dvojmocného kovu (vápník, hořčík, železo) - v těchto místech vzniká záporný náboj. Syntetické organické ionexy se v praxi používají nejčastěji, jejich základem jsou polymery styrenu, divinylbenzenu, a podobně. Existují i syntetické anorganické ionexy - například syntetické zeolity, které se dají vyrobit i z elektrárenských popílků. Jejich vlastnosti se dají do určité míry ovlivnit.
Ionexy se podle velikosti pórů dělí na gelové a na makroporézní. Gelové ionexy mají menší velikost pórů (řádově nanometry), jsou vhodné spíš pro výměnu menších iontů a jsou mechanicky méně odolné. Makroporézní ionexy mají velikost pórů uměle zvýšenou na stovky nanometrů. Jejich vnitřní struktura je pravidelnější, jsou tak více mechanicky odolné a mají vyšší stupeň zesíťování, výměna iontů je rychlejší. Mívají však menší objemovou kapacitu.

## Parametry ionexu
- Bobtnavost - bobtnavost vyjadřuje míru bobtnání, vyjadřuje se jako nárůst objemu ionexu po namočení ve vodě, udává se v %
- Zrnění - udává velikost zrn ionexu. Udává se rozsah zrnění, případně koeficient stejnozrnnosti (obvykle jako podíl d60 ku d10, kde d10 je průměr zrn, jehož hodnoty dosahuje a překračuje 90% materiálu; d60 je průměr zrn, kterého dosahuje nebo překračuje 40% materiálu)
- Procento zesíťování - určuje odolnost ionexu. Udává se jako procentuální podíl divinylbenzenu.
- Stabilita ionexu - Ionex mohou narušit oxidační činidla, mechanická destrukce a teplota - zvýšení teploty ohrožuje obzvlášť silné anexy II. typu, které se rozkládají již při 50-80 °C.
- Selektivita ionexu
- Specifické zatížení ionexu - objem vody zpracovaný 1m3 ionexu za určitý čas
- Výkon ionexu - objem upravené vody za určitý čas
- Hustota ionexu
- Celková kapacita ionexu - látkové množství funkčních skupin ionexu, přepočítaná na jednomocné ionty, udává se jako val.l−1
- Užitková kapacita ionexu - látkové množství iontu (vyjádřené jako jednomocné ionty), které ionex zachytí do okamžiku průniku

## Pracovní cyklus ionexu

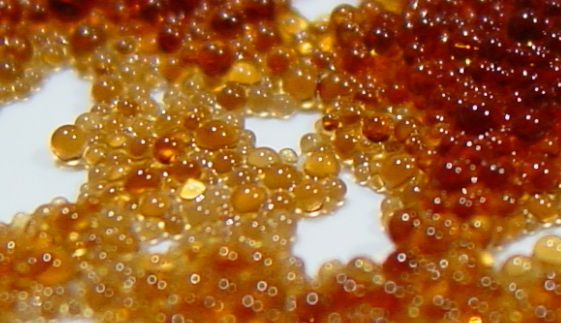
Ionexová pryskyřice

### Iontová výměna
Iontová výměna je vlastní pracovní cyklus ionexu. Hnací silou je difuze, vliv má i rozdíl koncentrací vně a uvnitř ionexu, elektrický potenciál, případně další probíhající chemické reakce. Ionty nejprve difundují do vnější, filmové vrstvy ionexu, což je část roztoku blízko ionexu, která už neproudí a je v klidu. Rychlost této difuze závisí na proudění roztoku kolonou. Pak následuje difuze skrz filmovou vrstvu k ionexu, poslední fází difuze je gelová difuze, neboli difuze skrz povrchovou vrstvu ionexu k funkční skupině. Řídícím dějem (neboli dějem, který je nejpomalejší, a tak určuje celkovou rychlost procesu) je gelová difuze (pro koncentrace iontů do 0,1mol/kg roztoku), nebo filmová difuze (pro koncentrace iontů do 0,01 mol/kg roztoku).
Na začátku je všechen ionex v určité formě. Pro případ silného katexu v Na+ cyklu jsou všechny protionty sodné kationty. Při průtoku roztoku kolony dochází k nahrazování Na+ iontů jinými kationty - nejsilněji se vážou ionty s nejvyšší afinitou k ionexu (např. vícemocné kovy), slaběji další ionty podle selektivitní řady. Uvolní se ionty Na+, které odtékají z kolony. Zároveň ionty s vyšší afinitou (například Fe3+) vytěsňují z funkčních skupin ionty s nižší afinitou (například Mg 2+), které se tak posouvají do dalších částí kolony. V okamžiku, kdy jsou odplaveny všechny ionty Na+ (v odtoku se objeví iont z roztoku s nejnižší afinitou k ionexu) dochází k vyčerpání ionexu a je nutné ho regenerovat.

### Praní a kypření
Při průtoku vody ionexem se ionex stlačuje a sesedá, zvyšují se tak tlakové ztráty. Pokud roztok zároveň obsahuje nerozpuštěné látky, ionex se zanáší a ucpává. Proto je třeba občas ionex vyprat, což se dělá protiproudně směsí vody a vzduchu. Nevýhodou je, že se promíchají jednotlivé vrstvy ionexu a zvyšuje se tak spotřeba regeneračního činidla.

### Regenerace
Regenerace je převedení ionexu do původního pracovního cyklu. Provádí se přebytkem regeneračního činidla (až 6 násobek oproti stechiometrii). Dá se provádět souproudně, protiproudně, frakčně, dvouproudně, interně, nebo externě.

### Vymývání
Provádí se čistou vodou (prošlou ionexem), vymyje se zbytek regeneračního činidla z kolony. Pak je ionex opět připraven k použití.

## Druhy ionexových stanic
- kolony s nepohyblivou vrstvou ionexu
- směsné lože
- kolony s ionexovou vrstvou ve vznosu
- kontinuální ionexová kolona

## Použití ionexů

### "Změkčování vody"
Pomocí ionexu se dají odstranit ionty Ca2+ a Mg2+. Pro tyto účely se používají silné katexy zpravidla v sodíkovém cyklu. Solnost roztoku zůstane zachována - ionty vápníku a hořčíku jsou nahrazeny sodnými ionty.

### Deionizace vody
Pro deionozaci vody se používá slabě kyselý katex v H-cyklu, který vymění všechny kationty. Za něj se zařazuje slabě bazický anex v OH cyklu, který vymění většinu aniontů. Produktem je deionizovaná voda.

### Demineralizace vody
Demineralizovanou vodu získáme zařazením silně bazického anexu v OH cyklu za kolonu pro výrobu deionizované vody. Tento ionex odstraní i zbytky aniontů a oxid křemičitý.

### Dekarbonizace vody
Dekarbonizace vody je odstranění hydrogenuhličitanových aniontů. Provádí se silně kyselým katexem v H cyklu (moc se už nepoužívá) nebo slabě kyselým katexem. Odstranění lze provádět také "neutrální dekarbonizací", kdy se používá silně bazický anex v Cl-formě.
Probíhá reakce
a)pro silně kyselý katex:
HCO3− + H+ = CO2 + H2O
b)pro slabě kyselý katex
-COOH + Na+ + HCO3- = −COONa + H2O+ CO2
slabě kyselý katex vyměňuje jen kationty ekvivalentnímu obsahu HCO3-

### Odstraněnídusičnanů
Používají se silně bazické anexy II. typu. Regenerační roztok po promývání obsahuje velké množství dusičnanů, které se likvidují obvykle elektrolýzou:
2 NO3− = 2 NO2 + O2 + 2 e−
Vzniklý oxid dusičitý se odvětrává nebo dál zpracovává.

### Selektivní odstraňování těžkých kovů
Pro selektivní odstraňování těžkých kovů se používají komplexotvorné ionexy. Dřív měly především skupinu -SH nebo -S-S-H, reakcí s vícemocným kovem vznikl velmi pevný komplex, který se ovšem nedal regenerovat (musí se spalovat), jeho výhodou je silná afinita ke rtuti. Dnes se používají ionexy se skupinami typu IDA, NTA, nebo EDTA, které s kovem vytváří přes atom kyslíku nebo dusíku koordinační vazbu.

### Odstraněníamoniakálníhodusíku
Amoniakální dusík je ve vodě indikátorem fekálního znečištění. Pro jeho odstranění se používají především zeolity, protože jsou levné a mají dobrou afinitu k jednomocným kationtům. Na druhou stranu mají malou kapacitu a nedají se regenerovat. Používají se například do kočkolitů, někdy se i přidávají dobytku do krmiva.

### Likvidace roztoků skomplexněvázanými kovy
Tato technologie se používá především pro získávání vzácných kovů z roztoků, případně pro odstraňování toxických látek. Používají se ionexy, které dokáží kov z komplexu navázat na ionex, v roztoku zůstane pouze roztok komplexotvorného činidla. Jako funkční skupiny ionexů se používají například aminomethylpyridin, oligoethylenaminy (TETA, TEPA, PEHA, …) a podobně. Některé z nich jsou vysoce specifické.

### Odstraňování aniontů těžkých kovů
Používá se silně bazický anex v Cl cyklu. Pokud je v zachyceném aniontu drahý kov, ionex se spálí a kov se oddělí. Pokud ionex nelze spálit (nebo je to drahé), používá se regenerace rhodanidem draselným KSCN, z jeho roztoku se pak kov získá elektrolýzou.